# Santa María del Monte de Cea (kommunhuvudort)
Santa María del Monte de Cea är en kommunhuvudort i Spanien.   Den ligger i provinsen Provincia de León och regionen Kastilien och Leon, i den norra delen av landet, 260 km nordväst om huvudstaden Madrid. Santa María del Monte de Cea ligger 886 meter över havet och antalet invånare är 321.
Terrängen runt Santa María del Monte de Cea är platt. Runt Santa María del Monte de Cea är det mycket glesbefolkat, med 5 invånare per kvadratkilometer. Närmaste större samhälle är Valdepolo, 13,0 km nordväst om Santa María del Monte de Cea. Trakten runt Santa María del Monte de Cea består till största delen av jordbruksmark.